# Safsa
Safsa (Osmunda regalis) är en högväxt, rikbladig, nästan busklik och till bladens form och färg särdeles vacker ormbunke. I Sveriges sydligaste landskap är den tämligen allmän på åbräddar, på tuvor i kvarndammar, på holmar eller till och med ute i grunt vatten, och är även spridd på några få lokaler upp till södra Norrland. Safsa är sällsynt i Danmark och Norge , men för övrigt vitt utbredd över Europa, Asien (även Indien), södra Afrika, Nord- och Sydamerika samt Nya Zeeland. Bladen är dubbelt parbladiga, och deras övre del är sporalstrande, men inte den nedre. De flesta flikarna i den sporalstrande delen är helt och hållet ombildade för denna funktion, till formen mycket smala och alldeles överhöljda av sporgömmen.
Familjen safsaväxter (Osmundaceae) skiljer sig från andra ormbunkar framför allt genom sporgömmets konstruktion. I stället för den hygroskopiskt arbetande ringen har sporgömmets vägg en rundad grupp tjockväggiga celler och genom dessas verkan öppnar sig sporgömmet med en lodrät springa, inte som hos andra med en tvärspringa.
Safsan eller "safsabusken" har i Sverige även fått namnet "kungsbräken". Det förra, sydsvenska namnet har man trott sig kunna förklara ur ett gammalt gotiskt ord, som betyder "veta", eftersom man förr trodde att denna ormbunke kunde ge hemliga kunskaper.